# Hermann Epping
Hermann Friedrich Karl Wilhelm Epping (* 20. Mai 1875 in Lippstadt; † nach 1945) war ein deutscher Reichsgerichtsrat.

## Leben
Epping war der Sohn eines Lippstädter Kaufmanns. Er bestand das Abitur am Realgymnasium in Lippstadt 1893. Nach einem Studium der Rechtswissenschaften in Tübingen, Berlin und Marburg bestand Epping die erste juristische Staatsprüfung 1896 und die zweite 1902 jeweils mit der Note „gut“. Seit 1894 war er Mitglied des Corps Suevia Tübingen. 1902 wurde er Gerichtsassessor zunächst am Amtsgericht Lippstadt, später war er Hilfsrichter am Landgericht Essen. 1905 wurde er zum Landrichter befördert und 1910 nach Bielefeld versetzt. 1912 und 1914 war er als Hilfsrichter an das Oberlandesgericht Hamm abgeordnet. 1915 erfolgte die Beförderung zum Landgerichtsrat. 1919 wurde Epping Oberlandesgerichtsrat in Naumburg. 1927 kam er an das Reichsgericht. Er war lange Jahre Mitglied im V. Zivilsenat und prägte maßgeblich die Entscheidungen des Senats. Berichterstatter war er in den Leitentscheidungen RGZ 139, 29 und 150, 1. Im März 1941 trat Epping in den Ruhestand. Er wurde ab April 1941 auf Widerruf wieder im Senat tätig. 1945 war er im III. Zivilsenat.

## Mitgliedschaften
- 1919–1927 in der DVP

## Schriften
- „Die Gewährleistung wegen Mängel der Kaufsache nach Bürgerlichem Gesetzbuch“, Diss. Erlangen 1897, Altenburg 1897.